# Lista dos deputados estaduais de Santa Catarina – 8.ª legislatura (1975–1979)
Lista dos deputados estaduais de Santa Catarina - 8ª legislatura (1975 — 1979).

## Composição das bancadas
| Partido | Líder                         | Bancada | Posição  |
| ------- | ----------------------------- | ------- | -------- |
| ARENA   | Antônio Henrique Bulcão Viana | 22 / 40 | Governo  |
| MDB     | Dejandir Dalpasquale          | 18 / 40 | Oposição |

## Deputados estaduais
| Número | Deputados estaduais eleitos   | Partido | Votação | Percentual | Cidade onde nasceu   | Unidade federativa |
| 15518  | Delfim Peixoto                | MDB     | 20.089  |            | Itajaí               | Santa Catarina     |
| 15731  | Casildo Maldaner              | MDB     | 17.041  |            | Carazinho            | Rio Grande do Sul  |
| 15262  | Dejandir Dalpasquale          | MDB     | 16.236  |            | Encantado            | Rio Grande do Sul  |
| 15502  | Murilo Canto                  | MDB     | 16.004  |            | Jaguaruna            | Santa Catarina     |
| 11115  | Epitácio Bittencourt          | ARENA   | 15.813  |            | Imaruí               | Santa Catarina     |
| 11440  | Venício Tortato               | ARENA   | 15.494  |            | Joaçaba              | Santa Catarina     |
| 11415  | Nelson Pedrini                | ARENA   | 15.331  |            | Joaçaba              | Santa Catarina     |
| 11769  | Otacílio Ramos                | ARENA   | 15.205  |            | Joinville            | Santa Catarina     |
| 15486  | Álvaro Correia                | MDB     | 15.027  |            | Itajaí               | Santa Catarina     |
| 11326  | Antônio Pichetti              | ARENA   | 15.021  |            | Concórdia            | Santa Catarina     |
| 11891  | Aristides Bolan               | ARENA   | 14.815  |            | Maracajá             | Santa Catarina     |
| 15277  | Acácio Pereira                | MDB     | 14.061  |            | Bela Vista do Toldo  | Santa Catarina     |
| 11608  | Nelson Morro                  | ARENA   | 13.939  |            | Indaial              | Santa Catarina     |
| 11280  | Fioravante Massolini          | ARENA   | 13.796  |            | Caxias do Sul        | Rio Grande do Sul  |
| 11855  | Aldo Andrade                  | ARENA   | 13.761  |            | Lages                | Santa Catarina     |
| 11349  | Sebastião Campos              | ARENA   | 13.677  |            | Catalão              | Goiás              |
| 15958  | Walmir Wagner                 | MDB     | 13.481  |            | Brusque              | Santa Catarina     |
| 15744  | Roland Dornbusch              | MDB     | 13.469  |            | Jaraguá do Sul       | Santa Catarina     |
| 15817  | Francisco Küster              | MDB     | 13.305  |            | São Joaquim          | Santa Catarina     |
| 11697  | Moacir Bertoli                | ARENA   | 13.067  |            | Taió                 | Santa Catarina     |
| 15405  | Carlos Büchele                | MDB     | 12.992  |            | Tijucas              | Santa Catarina     |
| 15382  | Nilson Zomkowski              | MDB     | 12.813  |            | Joaçaba              | Santa Catarina     |
| 11874  | Martinho Ghizzo               | ARENA   | 12.715  |            | Tubarão              | Santa Catarina     |
| 11206  | Antônio Henrique Bulcão Viana | ARENA   | 12.713  |            | Florianópolis        | Santa Catarina     |
| 11132  | Zany Gonzaga                  | ARENA   | 12.410  |            | Porto União          | Santa Catarina     |
| 15412  | Menezes Lima                  | MDB     | 12.359  |            | Nova Iorque          | Maranhão           |
| 15625  | Fausto Brasil                 | MDB     | 12.181  |            | Curitiba             | Paraná             |
| 11763  | Júlio César                   | ARENA   | 12.171  |            | Itajaí               | Santa Catarina     |
| 15575  | Sílvio Sobrinho               | MDB     | 12.075  |            | Araranguá            | Santa Catarina     |
| 15127  | Jorge Gonçalves da Silva      | MDB     | 11.839  |            | Lages                | Santa Catarina     |
| 15225  | Miraci Deretti                | MDB     | 11.516  |            | Jaraguá do Sul       | Santa Catarina     |
| 15590  | Lauro André da Silva          | MDB     | 11.347  |            | Braço do Norte       | Santa Catarina     |
| 15284  | Waldir Buzatto                | MDB     | 11.010  |            | Palmeira das Missões | Rio Grande do Sul  |
| 11566  | Gentil Bellani                | ARENA   | 10.190  |            | Passo Fundo          | Rio Grande do Sul  |
| 11906  | Valdomiro Colautti            | ARENA   | 10.082  |            | Ibitinga             | Santa Catarina     |
| 11953  | Homero Gomes                  | ARENA   | 9.786   |            | Ouro Fino            | Minas Gerais       |
| 11952  | Saturnino Dadam               | ARENA   | 9.443   |            | Tijucas              | Santa Catarina     |
| 11232  | Vilmar Ortigari               | ARENA   | 9.413   |            | Curitibanos          | Santa Catarina     |
| 11845  | Milton Oliveira               | ARENA   | 9.223   |            | Tubarão              | Santa Catarina     |
| 11230  | Celso Ivan da Costa           | ARENA   | 9.217   |            | Curitibanos          | Santa Catarina     |